# John Cone
John Cone (Kansas City, 16 de novembro de 1974) é um árbitro de luta livre profissional estadunidense, que atualmente trabalha para a WWE no programa Raw. Iniciou sua carreira de árbitro em 1995 em circuitos independentes, tendo ingressado para a WWE em 2006.

## Vida pessoal
Cone e sua esposa são os donos do Donut King, localizado em Kansas City.
No WrestleMania 34, o filho de Cone, Nicholas, foi escolhido por Braun Strowman para ser seu parceiro em uma luta pelo WWE Raw Tag Team Championship. Eles venceram o combate, tornando Nicholas o mais jovem campeão em qualquer categoria na história da WWE, mas ele renunciou ao título no Raw da noite seguinte.